# Disney's Hollywood Hotel
Pour les articles homonymes, voir Hollywood Hotel (homonymie).
Disney's Hollywood Hotel est l'un des deux hôtels du Hong Kong Disneyland Resort ouvert en même temps que le parc à thème. 

## Le thème
L'hôtel adopte le thème d'Hollywood des années 1930 avec un mélange d'art déco et de design élancé, baptisé style « paquebot ».

## Les bâtiments
L'immeuble est en forme de U.

## Les services de l'hôtel

### Les chambres
L'hôtel compte 502 chambres réparties dans les 6 étages du bâtiment.

### Les restaurants et bars
La plupart des restaurants sont situés dans l'aile droite (sud) de l'hôtel.
- Chef Mickey est un restaurant de cuisine internationale, semblable à son homonyme de Disney Village à Paris. L'animation est effectuée non pas par les personnages Disney mais par les chefs eux-mêmes. Le décor en acier chromé reprend abondamment les oreilles de Mickey. Il peut accueillir 280 personnes.
- Studio Lounge est un café d'ambiance art déco situé dans le hall et propose des cocktails, des boissons chaudes et aussi des sandwichs.
- Sunset Terrace est une brasserie proposant des plats chinois et asiatiques ainsi que des viandes grillées en bordure du jardin.
- Hollywood & Dine est un autre café avec sandwichs et boissons au centre du bâtiment.
- Piano Pool Bar est comme son nom l'indique le bar situé au bord de la piscine.

### La boutique
- Celebrity Gifts propose des articles Disney et sur les légendes d'Hollywood.

### Les activités possibles
- Hollywood Gardens est un jardin de 8,5 ha débutant au creux de l'hôtel et se poursuivant jusqu'à la mer. Il regroupe diverses activités de loisirs ou de détente.
  - Avenue of the Stars et Hollywood Freeway sont des reproductions des célèbres routes et autoroutes de Los Angeles.
  - Classic Cars: des voitures d'"époque" permettant de rouler sur les routes.
  - Sign of the Times: des panneaux des rues de Los Angeles.

- Piano Pool est une piscine en forme de piano avec un toboggan pour les enfants. Elle est située juste au bout du U de l'hôtel.